# Circus Maximus (Band)
Circus Maximus ist eine Progressive-Metal-Band aus Oslo, Norwegen.

## Geschichte

### 2000–2003 Gründung, frühe Phase
2000 wurde Circus Maximus von Michael Eriksen sowie den Brüdern Mats und Truls Haugen gegründet; kurz darauf traten Espen Storø und Glen Cato Møllen der Gruppe bei. Ursprünglich eine Coverband, deren Interpretationen von Dream-Theater- und Symphony-X-Liedern positiv aufgenommen wurden, fokussierte sich die Band zunehmend auf die Komposition eigener Werke. Es wurden zwei in Norwegen, USA sowie der EU vielbeachtete Demo-CDs veröffentlicht.

### 2004–2006 1st Chapter
Im April 2004 unterzeichnet die Band einen Vertrag bei Intromental Management sowie einen Plattenvertrag beim nordamerikanischen Label Sensory Records. Bald darauf folgte ein Lizenzvertrag für Europa und Russland bei Frontiers Records. Sofort nach Unterzeichnung der Verträge begann die Band zu komponieren und veröffentlichte im Mai 2005 das Erstlingswerk The 1st Chapter. Außerdem wurde im selben Jahr eine USA Tour absolviert, welche die Band nach Atlanta führte und als Höhepunkt das ProgPower USA Festival beinhaltete.
Im November 2005 entschloss sich der Keyboarder Espen Storø aus persönlichen Gründen die Band zu verlassen und wurde Anfang 2006 von Lasse Finbråten ersetzt.
Im Jahr 2006 spielte die Band mit ihrem neuen Keyboarder wieder auf dem ProgPower USA Festival sowie viele Konzerte im Skandinavischen Raum mit Bands wie Kamelot, Pagan’s Mind und Glenn Hughes.

### 2007–2008 Isolate
Im Frühjahr 2007 nahm die Band ihr zweites Studioalbum "Isolate" auf, welches am 7. August 2007 veröffentlicht wurde. Danach tourte die Band auf vielen Konzerten, unter anderem spielte sie auf dem ProgPower Europe Festival, ProgPower Scandinavia, Sweden Rock Festival und dem MetalHear Festival.
Zwischen dem 13. Februar 2008 und dem 5. März 2008 tourte die Band zusammen mit Dreamscape auf der Symphony X „Paradise Lost Tour 2008“.
Ende 2008 begannen die Bandmitglieder neues Material für das nächste Album zu komponieren.

### Seit 2009
2009 spielten Circus Maximus auf dem "Smuget Festival" in Oslo sowie wieder auf dem ProgPower USA Festival.
Anfang 2010 begaben sich die Musiker ins Studio für die Aufnahmen zum neuen Album, welches laut Band ursprünglich im Sommer 2010 erscheinen sollte. Aufgrund einer Tendinitis an beiden Armen von Mats Haugen  verschob sich das Veröffentlichungsdatum.
Am 1. Juni 2012 erschien das Album 'Nine' in Europa. Im Oktober 2012 spielten Circus Maximus auf dem LoudPark Festival in Saitama, Japan.
2016 erschien das 4. Studioalbum Havoc, gefolgt von der Live-DVD Havoc in Oslo, welche am 4. August 2017 veröffentlicht wurde.

## Diverses
Sänger Michael Eriksen sang auf Ayreons Studioalbum The Source, welches am 28. April 2017 veröffentlicht wurde.

## Diskografie
- 2005: The 1st Chapter (EU/Russland: Frontiers Records, USA: Sensory Records[5])
- 2007: Isolate (Album, EU/Russland: Frontiers Records, USA: Sensory Records, Japan: Soundholic Records)
- 2012: Nine (Album, Frontiers Records)
- 2016: Havoc (Album, Frontiers Music)
- 2017: Havoc in Oslo (Live-DVD, Frontiers Music)
- 2019: Nine Live (Live-Album, Rubicon Music)